# خورخي لويز دي ألميدا
خورخي لويز دي ألميدا هو لاعب كرة قدم برازيلي في مركز الدفاع، ولد في 12 أغسطس 1965 في ريو دي جانيرو في البرازيل. لعب مع نادي فاسكو دا غاما.